# دیان میلووانوویچ
دیان میلووانوویچ (سیریلیک صربی: Дејан Миловановић؛ زادهٔ ۲۱ ژانویهٔ ۱۹۸۴) بازیکن فوتبال اهل صربستان است.
از باشگاه‌هایی که در آن بازی کرده‌است می‌توان به باشگاه فوتبال پانیونیوس، باشگاه فوتبال ستاره سرخ بلگراد، و باشگاه فوتبال لانس اشاره کرد.
وی همچنین در تیم‌های ملی فوتبال زیر ۲۱ سال صربستان و صربستان بازی کرده‌است.